# Konference OSN o změně klimatu 2018 v Katovicích

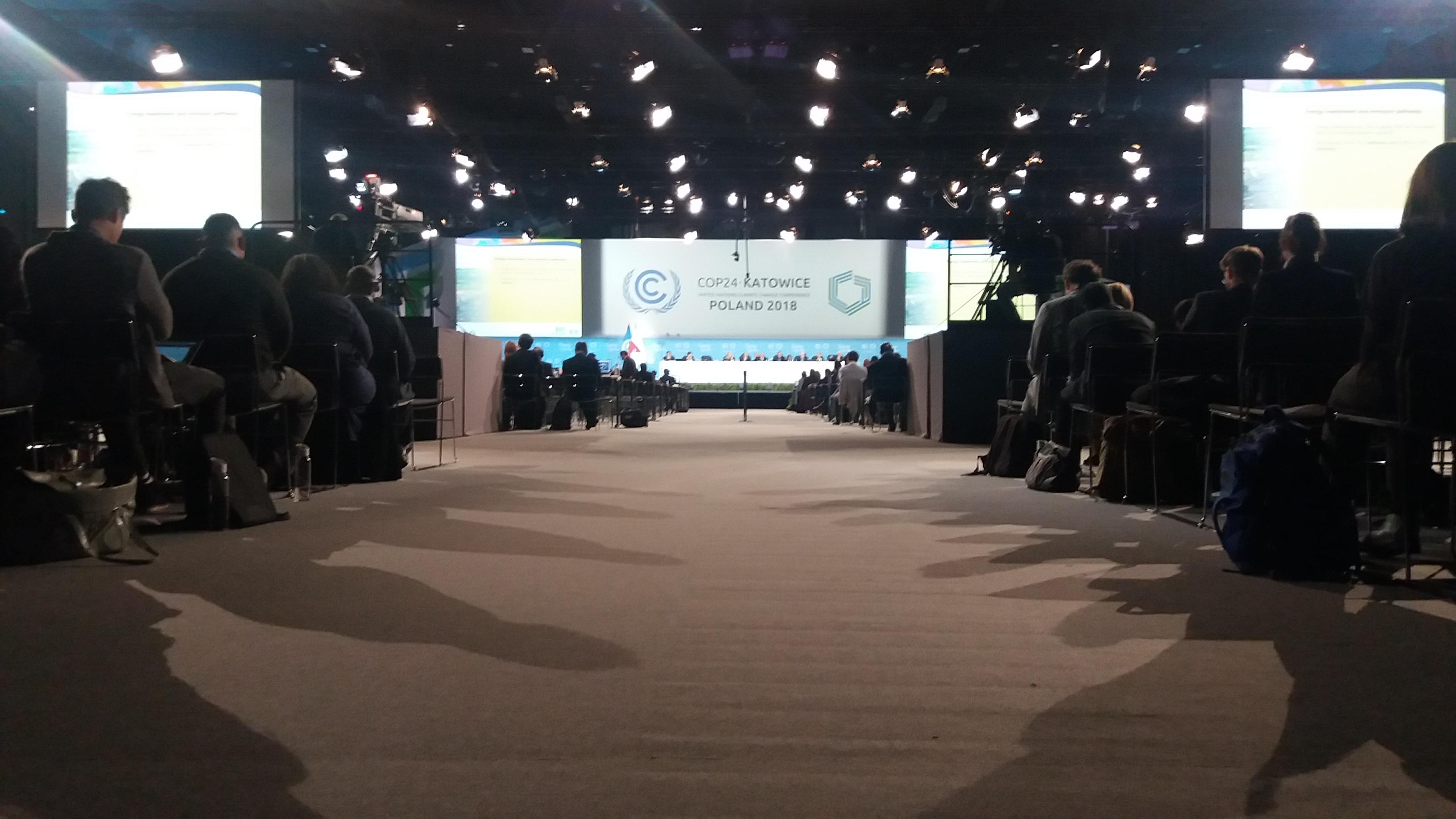
Plenární zasedání COP24

Konference Organizace spojených národů o změně klimatu 2018 je 24. konference smluvních stran Rámcové úmluvy Organizace spojených národů o změně klimatu: (COP24), také známá jako Konference o změně klimatu v Katovicích. Konala se ve dnech 2. až 15. prosince 2018 v polských Katowicích. Hlavním cílem konference je dohodnout pravidla, která by umožňovala úplnou realizaci Pařížské dohody z roku 2015, která je součástí Rámcové úmluvy Organizace spojených národů o změně klimatu. Konference se zúčastnilo 196 zemí. Pozdě v noci 15. srpna přijala konference dohodu všech účastníků, mnoho problémů ale bylo odsunuto na konferenci COP 25, která se bude konat za rok v Chile.

## Souvislosti
Konference OSN o změně klimatu v Paříži v roce 2015 (COP 21) schválila Pařížskou dohodu ("Světová dohoda o klimatu"), která omezuje globální oteplování na maximálně 1,5 °C. Podle Zvláštní zprávy IPCC zveřejněné na začátku října na základě požadavku Pařížské konference stoupla celosvětová průměrná teplota v roce 2018 o jeden stupeň nad úrovní před industrializací. Zpráva ukazuje, že je výrazný rozdíl mezi tím, jestli se další růst teploty zastaví na úrovni 1,5 °C či na úrovni 2 °C. Nárůst o pouhou polovinu stupně navíc by znamenal, podle zprávy, že vyhynou téměř všechny korály, nenávratné tání Grónského ledovce a také předpovídá, že chudoba zasáhne o stovky milionů lidí více. Současná celosvětová politika v oblasti klimatu by přitom vedla ke globálnímu oteplování přibližně o tři stupně.
Poté, co Spojené státy opustily Pařížskou dohodu, převzala Čína vedoucí úlohu tím, že uspořádala mnoho přípravných schůzek v týdnech před vlastní konferencí. Těsně před konferencí vydala Světová meteorologická organizace zprávu, která uvádí, že v roce 2017 dosáhly koncentrace atmosférického oxidu uhličitého 405 ppm, což je úroveň, která na Zemi nebyla během posledních tři až pět milionů let.

## Obsah
Úkolem COP 24 v Katovicích je rozhodnout, jaká práva a jaké povinnosti jednotlivé státy mají, aby bylo dosaženo cíle 1,5 °C předpokládaného v Paříži. Zásadní roli hrají jednotné nebo přinejmenším srovnatelné metody měření emisí skleníkových plynů – dosud existují pouze pro "průmyslové země"; "rozvojové země" v této souvislosti stále potřebují vytvářet systémy korektního měření.
Během konference mělo dojít ke schválení Zvláštní zprávy IPCCC ke globálnímu o oteplení o 1,5 °C, Spojené státy, Rusko, Saúdská Arábie a Kuvajt, tedy státy, které jsou největšími producenty fosilních paliv odmítli tuto zprávu přijmout.

## Průběh
Konference byla prodloužena více než o jeden den, protože mezi zeměmi přetrvávali některé rozpory. Největším problémem bylo vytvoření mezinárodního trhu s emisními povolenkami a také kompenzace škod, způsobených klimatickými změnami rozvojovým zemím. Českou delegaci na konferenci vedl ministr životního prostředí Richard Brabec. V závěru konference blokovaly uzavření dohody především požadavky Brazílie na započítání velkých ploch deštných pralesů do schémata pro obchodování emisními povolenkami, zatímco další delegáti oponovali, že by to znamenalo započítání těchto emisí dvakrát – tento problém byl odložen na příští konferenci stran. Problémem byl také požadavek Turecka na to, aby byla v dohodě počítána jako rozvojová země.

## Závěry
Pozdě večer 15. prosince 2018 byl schválen výsledný kompromisní text, který by měl zajistit omezení růstu průměrných teplot pod 2 °C vzhledem k hodnotám před průmyslovou revolucí (1850–1900). Hlavní závěry konference jsou:
- Byla sepsána a schválena "kniha pravidel", pomocí které se budou naplňovat závazky Pařížské dohody – je jasné, jakým způsobem budou jednotlivé země monitorovat a hlásit své emise a jak budou probíhat emisní kontroly. Tuto část dohody bude třeba ještě částečně dopracovat v roce 2019 (pravidla pro fungování mezinárodního emisního obchodování se v Katovicích nepodařilo dojednat). Rozvojovým zemím bylo dáno více času k vytvoření vhodných technických podmínek.[8]
- Všechny státy mají dva roky (2019–2020) na to, aby upravily své závazky ve snižování emisí pro období 2020 až 2030; v případě Evropské unie to znamená, že by měla emise snížit alespoň o 55 % namísto dosud platných 40 %
- Příslib finanční pomoci ohroženým zemím zatím slíbilo zdvojnásobit pouze Německo, jiné státy žádné nové příspěvky do Zeleného klimatického fondu neohlásily. V roce 2020 začnou jednání o zvýšení finanční pomoci potřebným zemím, aby celková částka byla vyšší než 100 miliard USD ročně. Každé dva roky předloží průmyslové země zprávu o své finanční pomoci na přizpůsobení a ochraně klimatu.
- Byla dohodnuta evidence škod a ztrát způsobených změnou klimatu, které budou zahrnuty do pravidelných soupisů pro provádění Pařížské dohody. To je považováno za úspěch zvláště ohrožených malých ostrovních států, které potřebují větší podporu při řešení odpovídajících škod.[7][9]

## Výsledky
Bylo dosaženo několika úspěchů:
- 50 států podepsalo tzv. "Slezskou deklaraci", která zdůrazňuje potřebu politik snižujících emise, aby byl zajištěn "spravedlivý přechod pracovní síly" a byly vytvořeny podmínky pro "důstojnou práci a kvalitní pracovní místa".
- Polské předsednictví vyhlásilo politiku "Lesy pro klima", která zdůrazňuje důležitou úlohu lesů při řešení klimatických problémů.
- Zasedání COP 24 uvítalo "včasné dokončení" Zvláštní zprávy o globálním oteplení o 1,5 °C a vyzvalo jednotlivé státy, aby tuto zprávu využily.
- Některé státy potvrdily, že do roku 2020 navýší své závazky týkající se klimatu, včetně Indie, Kanady, Ukrajiny a Jamajky.
- Několik desítek zemí tvořících "vysokou ambiciózní koalici" – včetně EU, Velké Británie, Německa, Francie, Argentiny, Mexika a Kanady – se zavázalo zvýšit své cíle do roku 2020.
- Noví členové se připojují k Powering Past Coal Alliance; nyní jich je kolem 80.
- Německo přispěje do adaptačního fondu ve výši 70 milionů EUR. Menší závazky Francie, Švédska, Itálie a EU zvýšily celkovou částku na 129 milionů dolarů – což je roční rekord fondu.
- Německo poskytlo za Green Climate Fund 1,5 miliardy eur – zdvojnásobilo příspěvek z roku 2014.
- Norsko přislíbilo Green Climate Fundu 516 milionů dolarů.
- Světová banka poskytla v letech 2021–2025 dvě miliardy dolarů na klimatické programy, což je dvakrát více než v letech 2015–2020. Byla to také jedna z devíti bank, které se zavázaly "sladit ... své činnosti" s cíli Pařížské dohody.
- Pět dalších bank – ING, BBVA, BNP Paribas, Société Générale a Standard Chartered – s kapitálem 2,4 mld. EUR, slíbilo přizpůsobit změně klimatu svá úvěrová portfolia tak, aby bylo dosaženo cíle "výrazně pod 2 °C".
- Spojené království tvrdí, že do roku 2040 bude financování projektů obnovitelné energie v subsaharské Africe navýšeno o 100 milionů liber a o 170 milionů liber na podporu tvorby nízkouhlíkového průmyslu ve Velké Británii.
- Maersk, největší světová námořní společnost, uvedla, že do roku 2050 zcela vyloučí svůj uhlíkový dopad,
- Společnost Shell se zavázala propojit krátkodobé uhlíkové cíle s platy managementu od roku 2020.
- Mnoho dalších menších slibů daly jednotlivé podnikatelské subjekty.

Mnozí říkají, že v rozhodnutích COP existuje "nedostatek naléhavosti", ale některá dobrá rozhodnutí byla přijata.

## Kritika
Ani po katovické konferenci není o moc jasnější, zda se podaří plnit cíle Pařížské dohody – zda se povede zabránit oteplení o více, než 1,5 °C, nebo snad o 2 °C. Chybí jasný souhlas všech, že nejpozději do dvou let zpřísní své závazky ke snížení emisí. Pokud se má zabránit tragickým dopadům klimatické změny, musejí emise alespoň od roku 2020 začít klesat v roce 2020 by měly být o více než polovinu nižší než dnes. Podle projekcí UNEP mají ovšem emise naopak růst nejméně do roku 2030. Evropská unie sice podpořila koalici ambiciózních států, ale plán na důraznější omezení evropských emisí není ani měsíc starý a členské státy ho teprve musí schválit.